# Einer kam durch
Einer kam durch (Originaltitel: The One That Got Away) ist ein britischer Spielfilm über die Geschichte des deutschen Fliegeroffiziers Franz von Werra im Zweiten Weltkrieg. Er war der einzige deutsche Soldat, der aus britischer Kriegsgefangenschaft fliehen konnte und wieder in die Heimat zurückkehrte. Das Drehbuch basiert auf dem Sachbuch The One That Got Away von Kendal Burt und James Leasor aus dem Jahr 1956.

## Handlung
Der Film beruht auf einer wahren Begebenheit:
Die Luftschlacht um England ist 1940 auf ihrem Höhepunkt. Die Messerschmitt Bf 109 von Franz von Werra wird abgeschossen, er wird gefangen genommen und im englischen Kriegsgefangenenlager Grizedale Hall interniert. Das anschließende Verhör kann ihn zwar einschüchtern, hindert ihn aber nicht an seinem einzigen Ziel: Flucht.
Bei seiner ersten Flucht nutzt er einen unbemerkten Augenblick beim routinemäßigen, bewachten Ausgang der Kriegsgefangenen in die nähere Umgebung: Umringt von seinen Kameraden legt er sich zunächst auf eine Natursteinmauer. Beim Befehl zum Weitermarsch und der dabei entstehenden Unordnung lässt er sich unter Abschirmung der anderen auf die andere Seite der Mauer fallen. Die dort auf dem Feld arbeitenden Landarbeiterinnen entdecken ihn und wollen sich bei den Bewachern der Gefangenen bemerkbar machen, doch sie werden nicht ernst genommen und schon von weitem abgewimmelt. Von Werra kann fliehen und wird erst nach Tagen in strömendem Regen beim Überqueren eines weithin übersichtlichen Höhenzuges aufgegriffen.
Bei der zweiten Flucht gelangt er an eine niederländische Flugkombi, die er überzieht und sich in der Folge als niederländischer Pilot ausgibt. Durch selbstbewusstes Auftreten und mit Hilfe einiger Zufälle braucht er weder die Kombi zu öffnen (was seine deutsche Uniform sichtbar gemacht hätte) und wird auch nicht ertappt, wie er lediglich phonetisch-lautmalerisch seinen Flugauftrag ins Logbuch einträgt. Erst in letzter Minute wird er – bereits in der Flugzeugkanzel sitzend und nach einem ersten vergeblichen Startversuch – enttarnt und wieder verhaftet.
Dann soll er zusammen mit weiteren Kameraden in ein Gefangenenlager nach Kanada überstellt werden. Die Zugfahrt in Kanada nutzt von Werra für einen weiteren Fluchtversuch: Im Tumult vorgetäuschter Übelkeit nach dem zu schnellen Verzehr von Äpfeln durch die Gefangenen verlieren die Bewacher im Wagon die Übersicht und von Werra kann bei Langsamfahrt aus einem Fenster steigen und bei Dunkelheit in die tief verschneite Landschaft entkommen.
Er gelangt an den St.-Lorenz-Strom, der zunächst komplett zugefroren erscheint, doch nach längerer Wegstrecke muss von Werra realisieren, dass noch ein gewaltiges Stück bis zum Ufer des damals noch neutralen Amerika offen ist und zudem eiskalt. Um nicht auf einer Eisscholle zu treiben, kehrt er zurück ans diesseitige Ufer. Dort entdeckt er ein zuvor nicht erkanntes, umgedrehtes eingeschneites Ruderboot. Mit äußerster Kraftanstrengung schafft er es, dieses Boot über das Eis bis zum offenen Strom zu schieben, zu wässern und im letzten Moment hineinzuspringen. Mit ihm treibt das Boot an das amerikanische Ufer, wo ihn ein Wachmann aufgreift. Von Werra hat sein Ziel erreicht.
Im Nachspann ist auf den englischsprachigen Texttafeln zu lesen, dass er von dort über Mittel- und Südamerika zurück in das Deutsche Reich gelangte, wo er wieder als Jagdflieger eingesetzt wurde. Bei einem Routineflug über der Nordsee stürzte er wegen Motorschadens ab. Das Flugzeug und die sterblichen Überreste von Werras wurden nie gefunden.
Im deutschen Off-Kommentar des Nachspanns werden die Tafeln nur teilweise übersetzt. Das tragische Schicksal des Piloten wird allerdings in den Untertiteln erwähnt.

## Kritiken
„Spannend inszenierter Kriegsfilm, der in seiner quasi-dokumentarischen Schilderung beglaubigter Ereignisse relativ frei von Spekulation und Pathos bleibt.“

## Filmdokumentation
In dem schweizerisch-deutschen Dokumentarfilm Von Werra (2002) von Werner Schweizer erinnert sich neben Hardy Krüger auch Regisseur Roy Ward Baker an die Dreharbeiten zu dem Spielfilm.